# ياسمين جايجر
ياسمين جايجر هي متسابقة سباعي ‏ سويسرية، ولدت في 6 نوفمبر 1999.

## وصلات خارجية
- ياسمين جيجير على موقع الاتحاد الدولي لألعاب القوى (الإنجليزية)
- ياسمين جيجير على موقع الدوري الماسي (الإنجليزية)
- ياسمين جيجير على موقع اللجنة الأولمبية الدولية (الإنجليزية)
- ياسمين جيجير على موقع أوليمبيديا (الإنجليزية)